# Tłumaczenie prawne
Tłumaczenie prawne – dziedzina tłumaczeń odnosząca się do tłumaczeń tekstów prawnych (np. ustawy, wyroki), jak również tekstów prawniczych (np. komentarze do ustaw, umowy, pełnomocnictwa). Tłumaczenia prawne podobnie jak teksty prawne i prawnicze napisane są językiem prawniczym o wysokim stopniu sformalizowania. Tłumaczenia prawne można podzielić na kilka kategorii, m.in. przekład umów cywilnoprawnych i handlowych w obrocie gospodarczym, przekład dokumentów z zakresu prawa spółek, przekład aktów normatywnych, przekład aktów prawnych Unii Europejskiej, czy przekład sądowy.

## Przekład umów cywilnoprawnych i handlowych w obrocie gospodarczym
„Z prawnego punktu widzenia umowa jest to czynność prawna zawierająca co najmniej dwa zgodne oświadczenia woli zmierzające do powstania, ustania lub zmiany stosunku prawnego”. Ustawa przewiduje różne typy umów (nazwana, nienazwana, mieszana), można wyróżnić także inne typy umów (np. odpłatne czy konsensualne). W zależności od państwa, umowy zawierane mogą być w różnej formie i o różnej strukturze, najczęściej jednak umowa składa się z tytułu, preambuły, części deklaratywnej, tekstu zasadniczego, elementów finalnych i opcjonalnie załączników. W przypadku tłumaczenia umów nie jest najistotniejszym dosłowne przetłumaczenie umowy na poziomie tekstualnym, ale przekazanie dokładnie celu umowy i intencji stron. Ważne jest także odpowiednie formatowanie dokumentu, tak aby był przejrzysty a elementy znajdujące się w poszczególnych częściach oryginału były odpowiednio usytuowane w przekładzie.
Początkowym i jednym z najistotniejszych elementów umowy jest jej tytuł, zatem ważne jest zastosowanie odpowiadających ekwiwalentów; w języku polskim najczęściej używanym określeniem jest „umowa”, podczas gdy w języku angielskim wyróżnia się m.in. contract („umowa”) oraz agreement („porozumienie”), które może być używane w szerszym kontekście. Według Jopek-Bosiackiej, „kontrakt” ma swoiste asocjacje, zatem słowo to nie powinno być używane w kontekście umów cywilnoprawnych.
W preambule mieszczą się informacje takie jak data zawarcia umowy czy określenie jej stron, co więcej, szczególnie w przekładzie ważne jest precyzyjne określenie stron umowy. W przypadku gdy stroną umowy jest osoba prawna należy zachować należytą ostrożność przy tłumaczeniu firmy spółki (nazwy pod którą jest prowadzona), a w szczególności jej formy prawnej. Forma prawna określa typ spółki (np. Sp. z.o.o.), jednak w przypadku przekładu nie należy tłumaczyć formy prawnej na jej odpowiednik w innym języku, gdyż oryginalna forma prawna wskazuje na państwo w jakim spółka została utworzona. Aby zapobiec niejasnościom można dodatkowo w tekście umieścić wyjaśnienie skrótu formy prawnej. Reguły te dotyczą tłumaczeń zarówno z języka polskiego na obcy, jak i z języka obcego na język polski. Również nazwy storn mają stosowne formalne odpowiedniki, które zawarte są w kodeksie cywilnym.
Tekst zasadniczy umowy określa, co strony postanawiają; w języku polskim zazwyczaj stosowane jest sformułowanie „[n]iniejszym Strony postanawiają/postanowiły, co następuje…”; w innych językach zwrot ten może mieć kilka ekwiwalentów, jak na przykład angielskie wyrażenie “The Parties agree as follows”. W tekście zasadniczym znajdują się także oświadczenia stron, na które należy zwrócić szczególną uwagę ze względu na różnice w prawodawstwie poszczególnych państw. W tym fragmencie umowy zamieszcza się także zobowiązania stron, które w języku polskim najczęściej wyraża się poprzez zastosowanie czasu przyszłego lub teraźniejszego, natomiast w przypadku ich tłumaczenia na język angielski stosuje się czasownik modalny shall lub czasowniki performatywne. Kolejnym elementem tekstu zasadniczego są standardowe klauzule umowne, których tłumaczenie wymaga od tłumacza znajomości klisz językowych oraz strategii translatorskich, jak również poszczególnych cech języka umów. Jedną z instytucji udostępniających wzory takich umów jest Międzynarodowa Izba Handlowa w Paryżu (ICC).
Elementy finalne umowy składają się z podpisów stron, które wyrażają wolę stron do zawarcia umowy. Ważnym elementem umów są także załączniki, które mogą być integralną częścią umowy lub dokumentami nie mającymi bezpośredniego związku z umową (np. dokumenty ułatwiające dostęp do danych). W języku polskim na oba te rodzaje dokumentów używa się słowa „załączniki”, należy jednak zwrócić szczególną uwagę podczas ich tłumaczenia, ponieważ w przypadku innych języków, np. angielskiego, na pierwszy typ załączników używa się określenia “Schedules”, natomiast drugi rodzaj załączników określany jest mianem “Appendices”.
Często powielany schemat umów pozwala na szybsze i łatwiejsze nauczenie się strategii tłumaczeniowych stosowanych przy przekładzie tego typu tekstów, oczywiście schematy te mogą różnić się w poszczególnych środowiskach, jednak należy pamiętać, że głównym celem przekładu umów jest odtworzenie szczegółowo treści tekstu wyjściowego przy równoczesnym zachowaniu konwencji języka docelowego.

## Przekład dokumentów z zakresu prawa spółek
W związku z przystąpieniem Polski do Unii Europejskiej oraz swobodę obrotu gospodarczego znajomość prawa spółek jest nieodłącznym elementem tłumaczy prawnych. Oprócz znajomości prawa, tłumacz także musi zwracać szczególną uwagę na różnice terminologiczne oraz zróżnicowanie poszczególnych dokumentów, a także ich ilość. W Polsce spółki handlowe dzielą się na spółki kapitałowe i osobowe, natomiast podczas przekładu tych terminów na język angielski występują różne ekwiwalenty w zależności od regionu, dla którego tekst docelowy jest przeznaczony – najczęściej używanymi ekwiwalentami dla spółki kapitałowej i osobowej są odpowiednio “companies” oraz “partnerships”, w Stanach Zjednoczonych występuje jednak inny podział spółek, co skutkuje tłumaczeniem wszystkich spółek jako “companies”, a spółek kapitałowych jako “corporations”. Dużym utrudnieniem w terminologii nazewnictwa spółek jest kryterium, na podstawie którego spółki są klasyfikowane do kategorii. W systemie anglosaskim spółki kapitałowe w swojej nazwie zawierają także informacje o tym czy są notowane na giełdzie, natomiast w języku polskim takich informacji nazwa spółki nie zawiera. Innym problemem są zmiany w kodeksach prawnych poszczególnych państw, takie jak zaprzestanie wpisu konkretnego typu spółek do rejestru. Również skróty formy prawnej spółki mogą być problematyczne, gdyż podlegają one różnej jurysdykcji, czyli innymi słowy, nie zawsze muszą oznaczać to samo.
W odniesieniu do przekładu nazw władz spółki należy zapoznać się w jakim systemie operuje nazewnictwo w danym kraju. W wielu krajach UE, w tym także w Polsce, funkcjonuje system dualistyczny, który zakłada rozdział na organy nadzorujące i zarządzające; natomiast m.in. w Wielkiej Brytanii czy Stanach Zjednoczonych występuje system monistyczny, w którym występuje wspólny organ administracyjny nadzorujący działalność spółki i zarządzanie. Ze względu na złożoność systemów prawnych i terminologii, tłumacz jest nie tylko zobowiązany dobrze znać terminologię języka, z którego przekłada, ale także w podobnym stopniu operować terminologią języka, na który przekłada.
Kolejnymi ważnymi dokumentami są umowa spółki i jej statut. W zależności od systemu prawnego na umowę spółki mogą składać się różne dokumenty, np. w Wielkiej Brytanii niezbędnymi dokumentami są “memorandum of association” oraz “articles of association”, które tworzą“company constitution”, natomiast odpowiadającymi im dokumentami w USA są “articles of incorporation” oraz “bylaws” tworzące “company charter”. Innym problemem jest brak spójności terminologicznej, który występuje gdy tłumacz stosuje naprzemiennie kanony językowe z różnych kultur języka docelowego. Tłumacz powinien dokonać wyboru, następnie konsekwentnie za nim podążać, przy czym wybór ten powinien być świadomy i dopasowany do warunków w jakich tłumaczenie powstaje. Określa to termin „ekwiwalencja tekstowo-normatywna, czyli stosowanie norm językowych i tekstowych przyjętych w danej kulturze prawnej jako konwencja właściwa dla danego gatunku prawnego”.
Zatem strategia tłumacza powinna obejmować szeroko pojęte rozumowanie tekstu źródłowego, porównywanie tekstów i ich uregulowań w odmiennych systemach tak, aby przekład pod względem formalnym, merytorycznym i znaczeniowym był spójny z tekstem oryginału oraz aby brzmiał naturalnie w języku docelowym.

## Przekład aktów normatywnych
Akt normatywny jest to tekst napisany językiem prawnym i zawiera przepisy. Akty te mają szczegółowo określoną formę, która jednak może różnić się pomiędzy różnymi systemami prawa. Większość aktów składa się z przepisów ogólnych, szczegółowych i końcowych, jednak poszczególne treści, takie jak np. tytuł, mogą być częścią przepisów ogólnych bądź szczegółowych. Duże różnice zauważyć można także w sposobie zapisu, w przypadku jurysdykcji polskiej tytuły ustaw rozpoczynają się datą, a dopiero później precyzują o czym dana ustawa mówi, natomiast w ustawach krajów anglosaskich dominuje schemat rozpoczynający się nazwą uchwały z datą zamieszczoną na końcu tytułu. Wszelkie elementy aktów normatywnych spełniają określone funkcje, zatem w przypadku ich przekładu należy zwracać uwagę nie tylko na poprawne ich umiejscowienie, ale także zachowanie wszelkich funkcji przez nie spełniających. Inna istotną cechą aktów normatywnych jest ich spójność, co oznacza wewnętrzną redakcję tekstu i jego fragmentów wg tych samych wytycznych, zachowanie ciągłej numeracji czy układu graficznego. Bardzo istotne podczas przekładu aktów normatywnych jest zachowanie zasady wierności semantycznej, innymi słowy posługiwanie się danym terminem tylko w odniesieniu do znaczenia jakie zostało dla niego określone w definicji.
Innym ważnym aspektem przekładu aktów normatywnych jest tłumaczenie nazw instytucji ustrojowych (np. Marszałek Sejmu) czy instytucji ustroju terytorialnego i samych nazw tychże terytoriów. Przykładem tutaj mogą być nazwy polskich województw, których przekłady przyjęte przez MSZ składają się z nazwy regionu zapisanej po polsku oraz określenia „voivodeship”, i tak w większości oficjalnych tłumaczeń na język angielski odnajdziemy województwo śląskie pod nazwą „Śląskie Voivodeship”. Kłopotliwy dla tłumaczy jest również przekład nazw organów administracji publicznej i organów samorządu terytorialnego na szczeblu lokalnym, regionalnym i centralnym. W większości oficjalnych dokumentów i na stronach internatowych polskich urzędów i instytucji można znaleźć obcojęzyczne ekwiwalenty tych nazw, głównie w języku angielskim.

## Przekład aktów normatywnych Unii Europejskiej
Ze względu na złożoność struktur Unii Europejskiej oraz liczbę państw do niej należących przekład aktów normatywnych UE jest wysoce złożony – podlega on silnym rygorom formalnoprawnym. W związku z wielokulturowością UE przekład tekstów powoduje przenoszenie wzorców pomiędzy kulturami. Przynależność do większej wspólnoty międzynarodowej, jak również dynamiczne procesy internacjonalizacji sprzyjają wpływowi wspólnej kultury europejskiej na kultury poszczególnych państw. Wykształcił się także specyficzny europejski język prawa, który ma wpływ na konstruowanie aktów prawnych w państwach członkowskich. Rozwój tzw. „eurożargonu” oraz europeizacji komunikacji językowej sprawia, że przekład należy rozpatrywać właśnie w tych kategoriach, a także przyczynia się on do zmian leksykalnych czy schematycznych tłumaczonych tekstów.

## Przekład sądowy
Przekład sądowy jest charakterystycznym rodzajem przekładu prawnego, najczęściej wykonywanym przez tłumaczy przysięgłych, jednak nie jest to regułą – ustawa z dn. 25 listopada 2004 r. zmieniła zasady uzyskiwania uprawnień do wykonywania zawodu tłumacza, przy czym osoba ta nie musi posiadać wykształcenia filologicznego. Przekład sądowy dotyczy głównie tłumaczenia pism procesowych czy sądowych, a także ustnego tłumaczenia podczas rozpraw sądowych.
W zależności od trybu postępowania tłumacz zobowiązany jest posługiwać się określoną terminologią, inną w przypadku postępowania cywilnego procesowego, a inną w przypadku postępowania cywilnego nieprocesowego. Jeszcze inną terminologią tłumacz posługuje się podczas przekładu postępowania karnego, gdzie na każdym etapie występują widoczne różnice w terminologii (np. różnice pomiędzy „obwinionym”, „podejrzanym” a „oskarżonym”). W przypadku postępowania administracyjnego występują także różnice w sposobie określania stron postępowania, w zależności od tego, jaki charakter ma postępowanie. Szczególną uwagę należy zwrócić także na nazewnictwo struktur sądownictwa, które mogą różnić się pomiędzy państwami.
Model komunikacji jaki występuje w postępowaniu sądowym, a także w jego przekładzie jest wysoce sformalizowany i konwencjonalny. Istotne różnice zachodzą jednak w odrębnych kręgach kulturowych w zakresie uprzejmości i bezosobowego charakteru komunikacji. W Polskiej kulturze sądowniczej istnieje tzw. system zwrotów adresatywnych, polegający na zwracaniu się do uczestników postępowania czy sądu formami bezosobowymi („Wysoki Sądzie”), jednakże w państwach gdzie funkcjonuje inny system prawny (np. Wielka Brytania) do sędziów zwraca się różnymi formami w zależności od ich stanowiska. W dyskursie sądowym występują także zwroty performatywne, które z kolei w zależności od typu postępowania stosowane mogą być w polskim orzecznictwie w formie czasu teraźniejszego lub przeszłego. Wszystkie te cechy dyskursu prawniczego istotnie wpływają na tłumaczenie; ważne jest aby przekład nie tylko oddawał należycie sens tekstu wyjściowego, ale również aby był odpowiednio osadzony w konwencjach języka prawniczego, na który został przetłumaczony. Innym istotnym czynnikiem jest odpowiedni dobór słów, ponieważ niewielkie różnice leksykalne, a nawet interpunkcyjne mogą zmieniać znaczenie wyroku czy postanowienia.